# Велика Воля
Вели́ка Во́ля — село в Україні, у Стрийському районі Львівської області. Населення становить 332 осіб. Орган місцевого самоврядування - Тростянецька сільська рада..

## Географія
На південній стороні від села бере початок річка Барбара, ліва приток Зубра.

## Символіка
На гербі та прапорі зображені символи, що характеризують село. Покрова Пресвятої Богородиці- храмове свято, Козак- найстарша вулиця має таку назву і походження назви села (за одною з легенд) від того, що тут поселилися вільні козаки. Віл- за другою з легенд від них пішло Воля Велика.

## Постаті
- Горчин Михайло (1920—1948) — хорунжий УПА, лицар Срібного хреста бойової заслуги 1 класу.